# Papilio aristophontes
Papilio aristophontes és una espècie de lepidòpter papilionoïdeu de la família dels papiliònids (Papilionidae). Es troba a les Illes Comores.
Els ous són dipositats en la planta Toddalia asiatica, tot i que en captivitat les erugues poden ésser criades en altres espècies de rutàcies.
El seu valor comercial el 21 de maig del 2010 era de 200 euros per un exemplar mascle.